# Casa de Jeremiah Dexter
La Casa de Jeremiah Dexter es una casa colonial histórica en la ciudad de Providence, la capital del estado de Rhode Island (Estados Unidos). 

## Descripción
Es una estructura de estructura de madera con techo abuhardillado de dos pisos y medio de altura, construida en 1754 para el impresor Jeremiah Dexter en un terreno agrícola que originalmente se concedió a su antepasado Gregory Dexter, amigo e impresor de Roger Williams.
Tiene cinco tramos de ancho, con una gran chimenea central típica de la época, y es una de las pocas casas de campo de la época colonial que sobreviven en la ciudad. La granja Dexter es más notable como el sitio donde las tropas del Ejército francés estaban estacionadas a su regreso de Virginia en 1782, durante la Guerra de Independencia. Se cree que el estacionamiento pavimentado que rodea la casa por dos lados contiene restos arqueológicos del campamento francés.
La casa se agregó al Registro Nacional de Lugares Históricos en 1976.